# Westermoor
Westermoor es un municipio situado en el distrito de Steinburg, en el estado federado de Schleswig-Holstein (Alemania), con una población a finales de 2016 de unos 384 habitantes.
Se encuentra ubicado al oeste del estado, cerca de la desembocadura del río Elba en el mar del Norte y al noroeste de la ciudad de Hamburgo.